# Паметник на Трета опълченска дружина и подполковник Калитин
Паметникът на Трета опълченска дружина и подполковник Калитин в парк „Подполковник Калитин“ – Стара Загора е посветен на руските войници и българските опълченци, дали живота си в битката при Стара Загора на 31.07.1877 г. по време на Руско-турската Освободителна война. Открит е през 1927 г. по повод 50-годишнината от събитието в близост до мястото на военния сблъсък. Намира се на адрес: ул. „Христо Ботев“ 138, 6001 кв. „Опълченски“, Стара Загора.

## Изграждане
Идеята и набирането на средства за паметника са свързани с дейността на Поборническото опълченско дружество „Шипка“ и Доброволческото дружество „Сливница“ в Стара Загора.
Паметникът е проектиран от арх. Атанас Донков и е изграден от каменоделеца Злати Амзов. Орнаментите и детайлите са оформени от майстора Теньо Ибушев, скулптора Стоян Стоянов и художника Петър Ципоранов.

## Композиция
При откриването си паметникът представлява каменен саркофаг. Две години по-късно, през 1929 г., върху монумента е поставен бронзов лъв. Текстовете по паметника са: „Свобода или смърт“ и „Освободена признателна България“.
Освен почит към цялата опълченска дружина монументът е и личен поклон пред саможертвата на подполковник Павел Калитин, известен като „спасителят на Самарското знаме“.
Към паметника има четири оръдия от битката при Стара Загора.

## Символика
Лъвът символизира мощта на българите. Явява се закрилник на саркофага, върху който е стъпил.
Подполковник Павел Калитин е събирателен образ на всички паднали за освобождението на България от османско иго.